# الصراع في جنوب لبنان (1985–2000)
الصراع في جنوب لبنان (1985–2000) وتعرف أيضًا بحرب تحرير الجنوب تشير إلى مجموعة من الحروب والصراع والعمليّات العسكرية التي دامت 15 سنة بين المقاومة الإسلامية في لبنان والتي يقودها حزب الله حليف إيران، ضد ميليشيات جيش لبنان الجنوبي (جيش لحد) المدعومة من الجيش الإسرائيلي.
في الصراعات التي سبقت غزو إسرائيل 1982، بما فيها عملية الليطاني، حاولت إسرائيل أن تقضي على قواعد منظمة التحرير الفلسطينية في لبنان، وأن تدعم الميليشيات المسيحية. أدى غزو 1982 إلى خروج منظمة التحرير من لبنان، وإحتلال إسرائيل للجنوب من خلال إنشاء «المنطقة الأمنية في جنوب لبنان». صبّ إنشاء هذه المنطقة وحكم إسرائيل للجنوب في مصلحة المواطنين الإسرائيليين بالدرجة الأولى، إلا أنه جاء على حساب اللبنانيين والفلسطينيين. على الرغم من نجاح إسرائيل في تحقيق أهدافها وإنسحاب منظمة التحرير من البلاد في 1985، رفعت إسرائيل من شدّة الحرب الأهلية بدعمها العديد من الميليشيات المحلية، ما نتج عن نشوء عدة تيارات شيعية بما فيها حزب الله وحركة أمل، وتحولّها إلى هيئات عسكرية منظمة.

مع مرور السنوات، إرتفعت الخسائر البشرية والعسكرية شيئًا فشيئًا من خلال استعمال الطرفين أسلحة ومعدّات متطورة، وتطور حزب الله الملحوظ في أساليبه وخططه. في نهاية التسعينيات، بات حزب الله، الذي يحظى بدعم إيران وسوريا، قوّة عسكرية تشكّل خطرًا على إسرائيل.

## الجدول الزمني للأحداث

### 1975
وقوع حرب بين مسلحي الجبهة اللبنانية من جهة ومسلحي اليسار اللبناني والمقاتلين الفلسطينيين من جهة أخرى وفرز مناطق الاختلاط في بيروت، وقيام مليشيا الكتائب اللبنانية و«مليشيا نمور الأحرار» و«مليشيا حراس الارز» بمجزرة الكرنتينا وبعدها بيومين جاء رد المقاتلين الفلسطينيين بتنفيذ مجزرة الدامور.

### 1977
وقوع حرب طريق فلسطين التي تمر عبر جونية بين مسلحي الجبهة اللبنانية ضد المقاتلين الفلسطينيين ومسلحي اليسار اللبناني وعلى اثرها سيطرت منظمة التحرير الفلسطينية على بعض المناطق اللبنانية ودخول «قوات الردع العربية» إلى لبنان.

### 1978

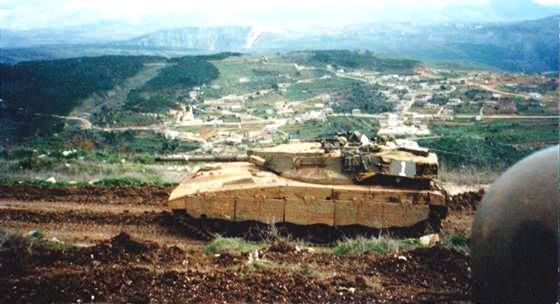
دبابة إسرائيلية في جنوب لبنان سنة 1997

غزو إسرائيلي لجنوب لبنان.

### 1979
وقوع معارك توحيد البندقية التي شنتها القوات اللبنانية ضد مسلحي مليشيا "نمور الأحرار" ومسلحي "تيار المردة" ومسلحي "المنظمة الديمقراطية الآرامية وعلى أثرها سيطرة القوات اللبنانية على جميع المناطق المسيحية وأصبحت أقوى فصيل مسيحي وأحد الاطراف الرئيسية في الصراع في لبنان.

### 1982
قامت القوات الإسرائيلية بهجوم واسع وصلت فيه إلى مدينة بيروت، محتلة جميع المناطق اللبنانية جنوب طريق بيروت - دمشق، وبعد صمود منظمة التحرير في بيروت لمدة 88 يوم من القتال المستمر مع إسرائيل انتهى بخروج قوات منظمة التحرير من لبنان عبر البحر والانتقال إلى تونس، وحاولت إسرائيل تنصيب حكومة موالية لها وتوقيع اتفاق سلام مع لبنان. لقيت مقاومة شعبية عنيفة في بيروت مما دفعها للانسحاب من العاصمة. مقتل بشير الجميل بعد انتخابه رئيسا للجمهورية وحصول مجازر صبرا وشاتيلا. كتيبة الجرمق من قوات حركة فتح وقوات الجبهة الشعبية_القيادة العامة تأسر 8 جنود إسرائيليين وتم مبادلتهم في مابعد ب 5000 أسير فلسطيني ولبناني كانوا معتقلين في معتقل أنصار.

### 1983
دخول القوات الدولية إلى لبنان للفصل بين المتحاربين. فشل إسرائيل في عقد اتفاق مع الحكومة اللبنانية وقيام المقاومة الوطنية بقيادة حركة أمل والحزب الشيوعي اللبناني. وإنشاء نواة للمقاومة الإسلامية من انفصال بعض أعضاء حركة أمل وبدعم قوي من إيران. انسحاب إسرائيل من جبل لبنان وقيام حرب الجبل بين (المسلحين الدروز ومسلحي المخيمات الفلسطينية ومسلحي اليسار اللبناني ضد مسلحي اليمين اللبناني) يسبب بطرد المسيحيين من الجبل، وعلى أثر هذه الحرب دخل مسلحي المخيمات الفلسطينية في دائرة الصراع بشكل مباشر بعد خروج منظمة التحرير من لبنان.

### 1984
الهجوم على المارينز الأميركية والقوات الفرنسية مما دفعهم للانسحاب من لبنان. قيام انتفاضة 6 شباط واعادة تقسيم بيروت بين شرقية وغربية. ازدياد أعمال المقاومة ضد إسرائيل. حزب الله يظهر على الساحة اللبنانية وحصول معارك ضارية بين مقاتلي حزب الله وحركة أمل.

### 1985
نفذت إسرائيل سياسة القبضة الحديدية التي أدت إلى تدمير مناطق واسعة من الجنوب من اجل إنشاء مناطق أمنة. حزب الله يوجه أول رسائله إلى المستضعفين في الأرض بتوجيه تهديد للأميركيين وإسرائيل. بدء عمليات خطف الأجانب المتواجدين في لبنان. وقوع «حرب المخيمات» التي دامت حوالي 3 سنوات، بين مقاتلي حركة أمل والجيش السوري والجيش اللبناني ومسلحين الحزب التقدمي الاشتراكي وبعض الفصائل الفلسطينية المدعومة من قبل سوريا ضد المسلحين الموالين لياسر عرفات ومقاتلي حركة المرابطون مما أدى إلى تدمير معظم المخيمات الفلسطينية، وقوع انتفاضة الاتفاق الثلاثي بين (مسلحي حزب القوات اللبنانية ضد المسلحين الموالين لرئيس الجمهورية ومسلحي حزب الكتائب) وانتهت بأنتصار القوات اللبنانية وسيطرتها على المناطق المسيحية.

### 1986
وقوع انتفاضة سمير جعجع بين المسلحين الموالين لجعجع ضد المسلحين الموالين لحبيقة وعلى أثرها تم إلغاء الاتفاق الثلاثي، وقوع الحرب الخاطفة حرب (الايام الستة) بين قوات حركة أمل ضد مسلحي الحزب الاشتراكي ومسلحي الحزب الشيوعي ومسلحي المخيمات الفلسطينية التي انتهت بأنتصار حركة أمل وارتكابها مجازر ضد الدروز.

### 1989
انهاء الحرب اللبنانية بعد اتفاق الطائف. انقسام في الجيش اللبناني وقيام حكومتين في لبنان. تسليم كل القوى لأسلحتها الا حزب الله باسم المقاومة، وقوع حرب التحرير بين (مسلحي حزب القوات اللبنانية والجيش اللبناني والأمن الداخلي اللبناني ضد الجيش السوري والمسلحين الدروز ومسلحي الحزب الشيوعي ومسلحي المخيمات الفلسطينية).

### 1992
اغتالت إسرائيل زعيم حزب الله «عباس الموسوي» حيث خلفه حسن نصر الله الذي يهدد بضرب العمق الإسرائيلي إن ضرب أي موقع لبناني. سيطرة الجيش السوري على القصر الرئاسي مما أدى إلى الصدام المسلح بين الجيش اللبناني والجيش السوري وعلى إثره احتلت القوات السورية لبنان.

### 1993
شنت إسرائيل «عملية الحاسبة» ضد حزب الله لمدة 9 أيام انتهت «بمعاهدة شفهية» بتجنيب المدنيين.

### 1996

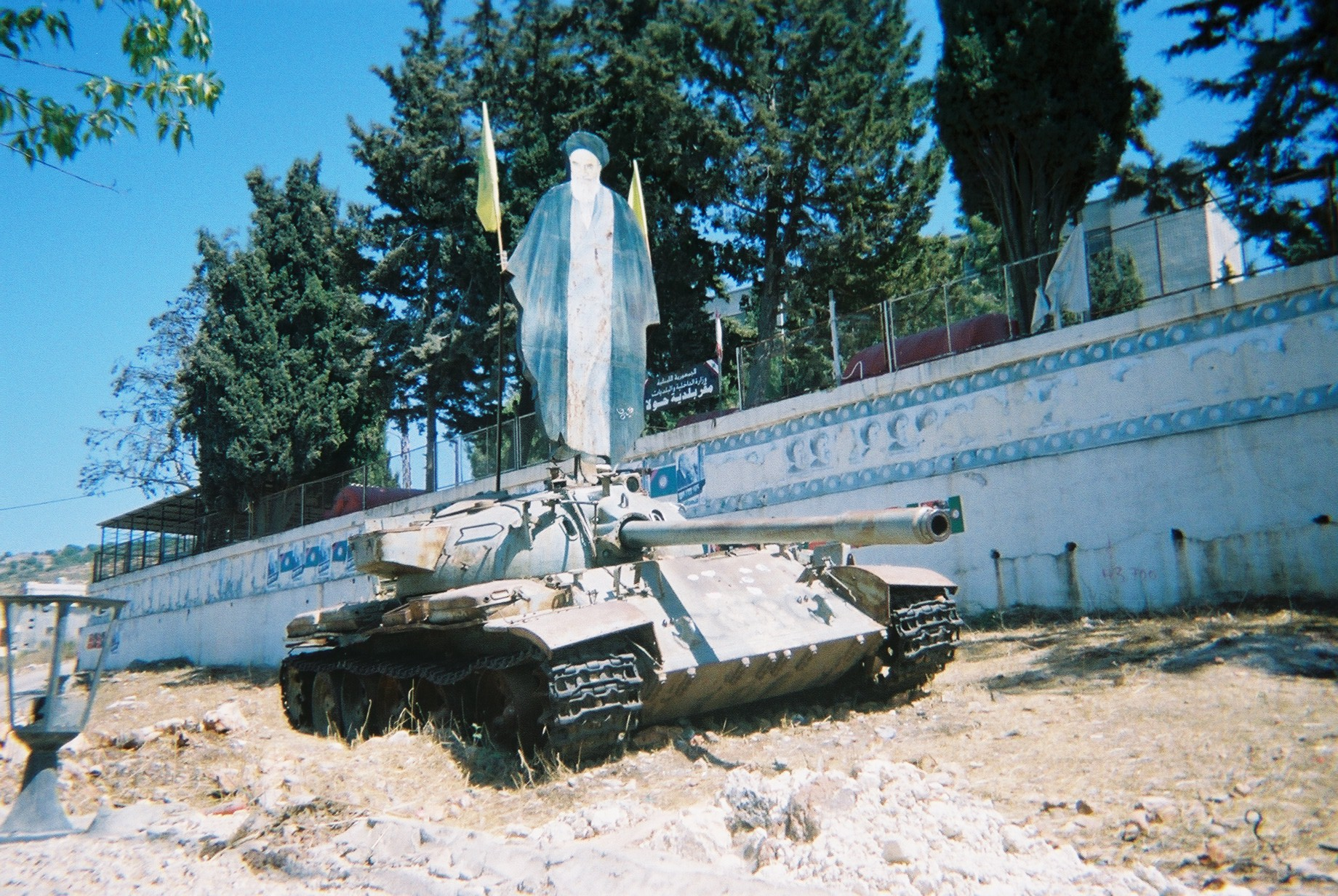
دبابة لجيش لبنان الجنوبي مصادرة من قبل حزب الله تقوم

إسرائيل تشن عمليات إسرائيلية باسم «عملية عناقيد الغضب» للقضاء على حزب الله. تنتهي باتفاق رسمي «اتفاق نيسان» بتجنيب المدنيين. تبقى المقاومة ضد العسكريين وتقوم المقاومة بعمليات نوعية ضد الجيش الإسرائيلي وعملاءه.

### 1999
مطلع حزيران، خروج جميع عناصر ميليشيا جيش لبنان الجنوبي من مدينة جزين وقراها شرق صيدا.

### 2000

علم حزب الله

القوات الإسرائيلية تنسحب من جنوب لبنان في 25 أيار 2000 تحت تأثير ضربات المقاومة اللبنانية الاسلامية و افواج المقاومة البنانية امل مما يتسبب في انهيار جيش لبنان الجنوبي ودخول حزب الله إلى مناطق الجنوب. تصدر الأمم المتحدة قرارا بالانسحاب تنفيذا للقرار 425. في حين بقيت مزارع شبعا اللبنانية تحت سيطرة الجيش الإسرائيلي حتى اليوم.